# Anglický bublák
Anglický bublák je plemeno holuba ze skupiny barevní holubi, z podskupiny bubláci. Bubláci jsou charakterističtí hlavně svým hlasem; bubláním. To vzniklo modifikací vrkání holubů v dlouhotrvající zvuk, který připomíná zurčení potoka, zvonění zvonů nebo bubnování. Právě anglický bublák je jeden z nejznámějších z podskupiny bubláků .

## Historie
Nejstarší zmínky o bublácích pocházejí z Egypta, Arábie a jihu Ruska . Do západní Evropy se první bubláci dostali na začátku 17. století a tuto skutečnost doložil chovatel Aldrovandi . První zmínka o bublácích v Anglii se objevuje ale až roku 1735 v knize The Columbarium od Johna Moorea . V oné knize se uvádí, že tito ptáci mají perlové oči, černé strakaté peří a chomáč peří rostoucí u kořene zobáku. Také se uvádí, že původ jejich jména je z napodobování zvuku polnice , mimo tuto stručnou zmínku jsou ale tito ptáci popisováni jen málo a mnohem prostšeji. V roce 1800 se tito ptáci dostali z Evropy do Kanady a USA . Spíše než o dnešní bubláky se jednalo o jejich předky, kteří se v Anglii chovali mezi lety 1700 až 1860. Právě roku 1860 přišli do Velké Británie bucharští bubláci . Tito holubi zásadně ovlivnili další šlechtění. Moderní bubláci se do USA dostali roku 1870 a původní varianta byla zavržena. Jejich nejznámějším propagátorem v té době byl Frank Rommel, chovatel bucharských bubláků . Chov bubláků a celkově chov holubů v Anglii začal upadat ve 20. letech 20. století a angličtí bubláci se tehdy chovali jen vzácně. Naopak oblibě se tito ptáci značně těšili v Kanadě, kde v roce 1920 bylo vystaveno na národní výstavě celkem 55 jedinců . První oficiální standard sepsal A. B. Warder z kanadského Ontaria v roce 1923. Na sklonku 30. let a počátkem 40. let 20. století se chovatel Paul Stefanson rozhodl křížit staré linie bubláků s čejkami, s bubláky bernburskými, drážďanskými, bucharskými a německými dvojvrkočatými. Později, roce 1947, již plemeno získalo název anglický bublák , byl založen chovatelský klub a sepsán první platný standard.

## Vzhled
Nejdůležitějším prvkem při posuzování je postava, opeření a pernaté ozdoby, dále také hlasový projev. Na druhém místě je barva opeření, oči a kresba a nejméně důležitým prvkem jsou obočnice a další znaky .
Angličtí bubláci jsou holubi středního rámce se vzpřímenou postavou. Tělo je krátké, statné a při pohledu zezadu klínovité. Hlava je střední, vždy v harmonii s velikostí těla, široká a klínovitého tvaru. Pernaté ozdoby dělají hlavu větší, než doopravdy je. Oči jsou oranžové, některé rázy mají okolí očí bílé. Obočnice jsou jemné a peří je těsně ohraničuje. Zobák je středně dlouhý, nesen v mírném sklonu. Krk je krátký a silný. Pro postoj je důležitá správná délka nohou a jejich podklesnutí v patních kloubech.

## Chov
Angličtí bubláci vyžadují, stejně jako většina bubláků, prostorný a otevřený holubník s vrstvou hoblin na podlaze. Nevyžaduje speciální krmné směsi. Rousy není nutné zkracovat, ale někteří chovatelé to praktikují z důvodů praktických. Málokdy je při odchovech nutné shánět náhradní chůvu, anglický bublák má dobré rodičovské schopnosti a vždy se o holoubata stará. Nejsou to příliš hluční ptáci, samice obvykle bublají méně než samci a oni sami bublají jen v době hnízdění. Mají klidný a nebojácný temperament.